# Kongō Jōdaranikyō
Le Kongō Jōdaranikyō (金剛場陀羅尼経, « Dharani de la Place Adamantine ») est un  sūtra japonais du Bouddhisme Vajrayana. Copié par le prêtre Hōrin en 686, c'est le plus ancien sūtra manuscrit du Japon. Il est classé trésor national. Hōrin a réalisé sa copie à partir de l'original par Jñānagupta (523-600).

## Sources
- (ja) Kazuma Kawase, Hisaji Okazaki, Shoshigaku Nyūmon, Tōkyō, Yūshōdō Shuppan, 2001, 164 p.
- (ja) Akira Matsumura, Daijirin : 2nd edition, Tōkyō, Sanseidō, 1995, 958 p.